# Der Ruf des Frühlings
Der Ruf des Frühlings ist das Prequel (chronologisch der 29. von insgesamt 37 Teilen in der deutschen Übersetzung) zur High-Fantasy-Saga Das Rad der Zeit des US-amerikanischen Autors  Robert Jordan. Er wurde erstmals 2004 als New Spring: The Novel veröffentlicht. Auf Deutsch ist der Roman als Der neue Frühling in der Übersetzung durch Andreas Decker 2004 bei Piper erschienen. Die überarbeitete Neuauflage Der Ruf des Frühlings erschien 2017 ebenfalls bei Piper.

## Hintergrund
Bereits 1998 erschien New Spring als Kurzgeschichte in der Anthologie Legends von Harper Collins. Die Übersetzung erschien 1999 als Der neue Frühling in der Anthologie Der siebte Schrein im Heyne-Verlag.
Robert Jordan erweiterte die Novelle später zu einem eigenständigen Roman (obwohl von deutlich kürzerer Länge als typische Das Rad der Zeit-Bücher), der dann im Januar 2004, zwischen der Veröffentlichung von Zwielichtige Pfade im Jahr 2003 und der Veröffentlichung von Die Traumklinge aus dem Jahr 2005, von Tor Books veröffentlicht wurde.
Der Roman Der Ruf des Frühlings war ursprünglich als erster Teil einer Trilogie von Prequel-Romanen konzipiert. Der zweite und dritte konzentrierten sich auf Tam, der in der Illianer-Armee diente und Rand fand, sowie auf die Reisen und Entdeckungen von Moiraine und Lan, um die Zwei Flüsse kurz vor den Ereignissen des ersten Romans zu erreichen. Jordans ursprünglicher Plan war es, die Trilogie vor den Büchern 11 und 12 der Hauptserie zu schreiben, aber er war enttäuscht von der Resonanz auf Der Ruf des Frühlings und beschloss, dies zu verschieben, bis die Hauptserie abgeschlossen war. Sein Tod am 16. September 2007 – vor der Vollendung des letzten Romans der Reihe – machte dies jedoch unmöglich.

## Handlung
Der Ruf des Frühlings beschreibt Ereignisse, die zwanzig Jahre vor den Ereignissen von Die Suche nach dem Auge der Welt stattfinden. Die Geschichte beginnt in den letzten Tagen des Aiel-Krieges und der "Schlacht an den Leuchtenden Mauern" um Tar Valon. Es spielt hauptsächlich in Tar Valon und in den "Grenzlanden", genauer gesagt in Kandor.
Der Ruf des Frühlings konzentriert sich hauptsächlich auf Moiraine Damodred und Siuan Sanche, zwei Aes Sedai, die neu in der Schwesternschaft sind, und wie eine junge Moiraine zu einer Aes Sedai wurde, Lan Mandragoran traf und ihn zu ihrem Behüter nahm. Der Roman erklärt auch, wie Moiraine und Siuan Zeugen einer Prophezeiung über die Wiedergeburt des Drachen wurden und begannen, den „Karaethon-Zyklus“, die Prophezeiungen des Drachen zu untersuchen, Jahrzehnte bevor sie Rand al'Thor entdeckten.

## Graphic Novel
Es ist auch das erste von Jordans Werken, das an das Graphic-Novel-Format angepasst wird. Ausgabe Nr. 1 wurde im Juli 2005 veröffentlicht. Sie umfasste insgesamt acht Ausgaben. Es wurde von DB Pro produziert, der zuvor „The Legend of Huma“ von Richard A. Knaak und „The Hedge Knight“ von George R. R. Martin adaptiert und von Red Eagle Entertainment veröffentlicht wurde.
Die Comics wurden von Chuck Dixon gezeichnet, von Mike S. Miller koloriert, von Etienne St. Laurent herausgegeben von Ernst Dabel, beschriftet von Artmonkeys, mit Design von Bill Tortolini.
Alle acht Ausgaben wurden gesammelt im Januar 2011 als eine einzige Graphic Novel neu veröffentlicht. Sie enthält zusätzliches Bonusmaterial mit Entwicklungskunst, Drehbuchseiten und Korrespondenz zwischen Jordan und Dixon.
| Ausgabe # | Titel                  | Buchkapitel   | Veröffentlichung |
| --------- | ---------------------- | ------------- | ---------------- |
| 1         | "The Hook"             | 1, 2          | Juli 2005        |
| 2         | "Practice"             | 3–5           | August 2005      |
| 3         | "Shreds of Serenity"   | 6–8           | September 2005   |
| 4         | "It Begins"            | 9–11          | November 2005    |
| 5         | "Business in the City" | 12–14         | Dezember 2005    |
| 6         | "The Deep"             | 15–18         | April 2009       |
| 7         | "Pond Water"           | 19–22         | Juli 2009        |
| 8         | "The Evening Star"     | 23–26, Epilog | Mai 2010         |

## Ausgaben
- New Spring: The Novel. Tor, 2004, ISBN 0-765-30629-8.
  - Der neue Frühling. Piper, 2004, ISBN 3-492-28579-1.
  - Neuauflage: Der Ruf des Frühlings. Piper 2017, ISBN 978-3-492-70317-8.